# ان‌جی‌سی ۳
ان‌جی‌سی ۳ (به انگلیسی: NGC 3) یک کهکشان عدسی در صورت فلکی ماهی است.